# El Doncello

Localização da cidade de El Doncello no departamento de Caquetá.

El Doncello é um município da Colômbia localizada no departamento de Caquetá.